# Răzvan Neagu
Răzvan Neagu (n. 22 mai 1987) este un jucător român de fotbal care evoluează la clubul CS Turnu Severin. Și-a făcut debutul în Liga I la data 11 iunie 2005.